# Bactrocera brunnea
Bactrocera brunnea
 es una especie de díptero que Perkins y May describieron por primera vez en 1949. Bactrocera brunnea pertenece al género Bactrocera de la familia Tephritidae.